# Silibinin
Silibinin, auch Silybin, ist die am stärksten pharmakologisch aktive Substanz des Stoffkomplexes Silymarin, der aus den Früchten der Mariendistel (Silybum marianum) gewonnen wird. Sie gilt als Leitsubstanz für arzneilich verwendete Mariendistel-Früchte-Extrakte, die im Wirkstoffgehalt auf Silibinin normiert werden.

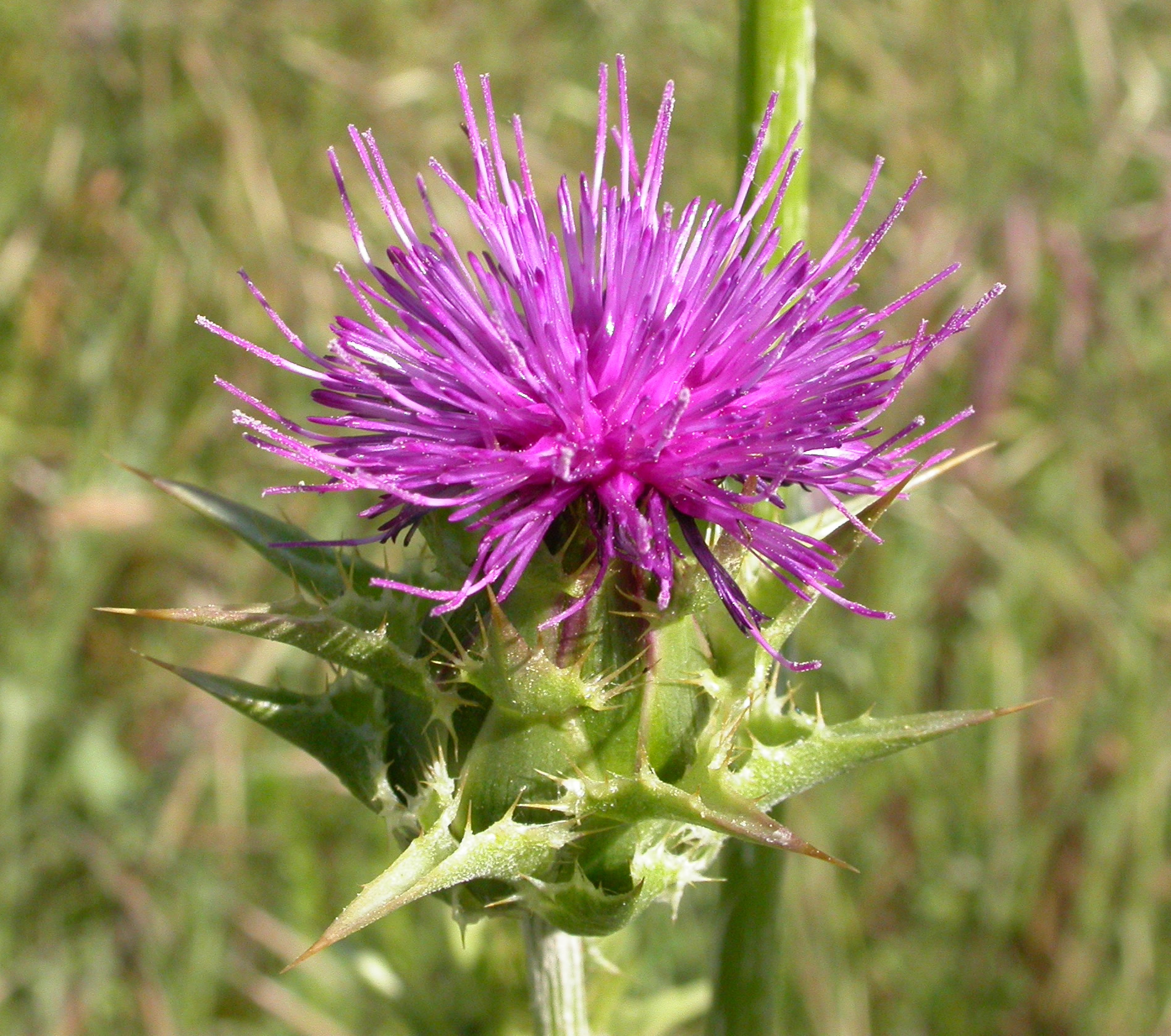
Mariendistel (Silybum marianum)

## Beschreibung und Wirkmechanismen
Chemisch gesehen ist Silibinin ein Diastereomerengemisch bestehend aus den Flavonoiden Silybin A und Silybin B, die sich durch die Konfiguration an den Kohlenstoffatomen C-2″ und C-3″ unterscheiden.
Isoliertes Silibinin wird in der Therapie der Lebervergiftung durch Giftstoffe des Knollenblätterpilzes (Amatoxine) wie etwa Amanitin und Phalloidin eingesetzt. Dazu wird Silibinin teilweise mit einem β-Lactam-Antibiotikum kombiniert, das die antidotische Wirkung unterstützen soll (da beide Substanzen die Aufnahme des Toxins in die Leberzellen unspezifisch hemmen). Pharmazeutisch wird das wasserlösliche Dinatriumsalz des Bernsteinsäureesters des Silibinin, das Dinatriumsilibinin-C-2′,3-bis(hydrogensuccinat), eingesetzt, da die Therapie mittels einer intravenösen Verabreichung durchgeführt wird. Der leberschützende Effekt ist auf die zellmembranstabilisierenden Eigenschaften des Silibinins zurückzuführen. Die Aufnahme der Amatoxine in die Leberzellen wird erschwert und ihr enterohepatischer Kreislauf unterbunden.
Silibinin greift in die Transportmechanismen der Hepatozyten ein, indem es die Wiederaufnahme der Amatoxine hemmt. Es inhibiert speziell den organischen Anionentransporter OATP1B3 (= SLCO1B3).
Ein zweiter Wirkmechanismus ist die Inhibierung der Ausschüttung von TNF-α.
Seit der Einführung in die Therapie bei amanitinbedingten Pilzvergiftungen ist bei rechtzeitiger Behandlung die Sterblichkeitsrate auf 5 bis 12 % zurückgegangen, zuvor lag sie bei 20 bis 30 %.
Im Labor konnten auch Erfolge bei der Behandlung von Prostatakrebszellen gezeigt werden, was mit einer Hemmung der CD44-Expression begründet wird.
Eine unterstützende Wirkung wurde in mehreren klinischen Studien bei Patienten mit verschiedenen Lebererkrankungen gefunden. Sie gilt allerdings 2024 als noch nicht ausreichend belegt.
Untersuchungen zeigten, dass es ähnlich dem Allopurinol die Xanthinoxidase hemmt und somit Hyperurikämie und daraus folgender Gicht entgegenwirken kann.
Als neue, nicht-invasive Behandlungsstrategie gegen Morbus Cushing wird seit einigen Jahren auch Silibinin erforscht.

## Handelsnamen
- Legalon SIL (Madaus) (D, CH, A)
- Silimarit (Bionorica), ein Silymarin-Produkt